# Society for the History of Natural History
La Society for the History of Natural History (en français, Société pour l'histoire de l'histoire naturelle) (SHNH) est une société d'histoire naturelle qui s'intéresse à la botanique, la zoologie et la géologie, aux collections d'histoire naturelle, à l'exploration, l'art et la bibliographie.

## Historique
La société est fondée en 1936 à Londres sous le nom de Society for the Bibliography of Natural History. Le premier président est Charles Davies Sherborn, auteur de l'Index Animalium de 1758 à 1850. Elle est placée sous le patronage de David Attenborough. Elle a son siège au musée d'histoire naturelle de Londres.

## Publications
La principale publication de la Société est Archives of Natural History, publiée pour le compte de la Société par Edinburgh University Press. La Société publie également des ouvrages.

## Médailles et prix
- La médaille SHNH Founders' Medal est décernée aux personnes qui ont apporté une contribution substantielle à l'étude de l'histoire ou de la bibliographie de l'histoire naturelle.
- La médaille SHNH John Thackray est créée en 2000 pour commémorer la vie et l'œuvre de John Thackray, ancien président de la Société. Cette médaille a été décernée pour une réalisation significative au cours des trois années précédentes dans l'histoire de ces domaines d'intérêt pour la Société, à savoir les sciences de la vie et de la Terre. En 2021, elle devient un prix littéraire, décerné au meilleur livre publié sur l'histoire ou la bibliographie de l'histoire naturelle au cours des deux années précédentes.
- Le prix du président de la SHNH, institué en 2021, distingue la contribution et l'impact d'une personne ou d'une équipe dans la promotion et l'amélioration de l'accessibilité, de l'inclusivité et de la diversité dans l'historiographie de l'histoire naturelle.
- Le SHNH William T. Stearn, institué en 2007, en l'honneur de William T. Stearn distingue un essai inédit d'histoire de l'histoire naturelle. L'essai est généralement publié dans la revue Archives of Natural History.

## Personnalités en lien avec la société
- David Attenborough, patron (depuis 2010)[1]
- Arthur MacGregor, président (2015-2018)
- John Ramsbottom, président (1943-1972)
- Charles Davies Sherborn, président (1936-1942)

## Liste des dirigeants
| Identité                     | Période | Période | Durée |
| Identité                     | Début   | Fin     | Durée |
| ---------------------------- | ------- | ------- | ----- |
| Peter Davis (d) (né en 1947) | 2018    | 2021    | 3 ans |
| Gina Douglas (d)             | 2021    |         |       |